# Serie B 2019/20
Die Serie B 2019/20 war die 88. Spielzeit der zweithöchsten italienischen Spielklasse im Fußball der Männer. Sie wurde am 23. August 2019 mit der Partie des Aufsteigers AC Pisa gegen Benevento Calcio eröffnet und endete mit dem letzten Spiel der Play-offs am 20. August 2020.
Seit der Saison 2002/03 nahmen erstmals wieder 20 Mannschaften am Spielbetrieb teil.

## Spielbetrieb während der COVID-19-Pandemie
Aufgrund der Ausbreitung des Corona-Virus in Norditalien wurde der Spielbetrieb zunächst unterbrochen und zum 17. Juni 2020 wieder aufgenommen.

## Teilnehmer
Für die Spielzeit 2019/20 qualifizierten sich die drei schlechtesten Mannschaften der vorherigen Erstligasaison (Serie A 2018/19), die fünf Verlierer der vorherigen Play-offs (Play-offs der Serie B 2018/19), die sechs Mannschaften auf den Plätzen neun bis 14 der vorherigen Saison (Serie B 2018/19), der Sieger der vorherigen Play-outs (Play-outs der Serie B 2018/19), die Meister der vorherigen Drittligasaison (Serie C 2018/19) sowie die zwei Sieger der vorherigen Drittliga-Play-offs (Play-offs der Serie C 2018/19). Zu diesen Mannschaften gehören:
Die drei schlechtesten Mannschaften der vorherigen Erstligasaison:
- FC Empoli
- Frosinone Calcio
- Chievo Verona

Die fünf Verlierer der vorherigen Play-offs:
- Benevento Calcio
- AS Cittadella
- Spezia Calcio
- AC Perugia Calcio
- Delfino Pescara 1936

Die sechs Mannschaften auf den Plätzen neun bis 14 der vorherigen Saison:
- Ascoli Calcio
- Cosenza Calcio
- US Cremonese
- FC Crotone
- AS Livorno
- FC Venedig[1]

Der Sieger der vorherigen Play-outs:
- US Salernitana

Die drei Meister der vorherigen Drittligasaison:
- Virtus Entella (Gruppe A)
- Pordenone Calcio (Gruppe B)
- SS Juve Stabia (Gruppe C)

Die zwei Sieger der vorherigen Drittliga-Play-offs:
- AC Pisa
- Trapani Calcio

## Statistiken

### Tabelle
| Pl.             | Verein               | Sp. | S  | U  | N  | Tore    | Diff. | Punkte |
| --------------- | -------------------- | --- | -- | -- | -- | ------- | ----- | ------ |
| 1.              | Benevento Calcio     | 38  | 26 | 8  | 4  | 067:270 | +40   | 86     |
| 2.              | FC Crotone           | 38  | 20 | 8  | 10 | 063:400 | +23   | 68     |
| 3.              | Spezia Calcio        | 38  | 17 | 10 | 11 | 054:400 | +14   | 61     |
| 4.              | Pordenone Calcio (N) | 38  | 16 | 10 | 12 | 048:460 | +2    | 58     |
| 5.              | AS Cittadella        | 38  | 17 | 7  | 14 | 049:490 | ±0    | 58     |
| 6.              | Chievo Verona (A)    | 38  | 14 | 14 | 10 | 048:380 | +10   | 56     |
| 7.              | FC Empoli (A)        | 38  | 14 | 12 | 12 | 047:480 | −1    | 54     |
| 8.              | Frosinone Calcio (A) | 38  | 14 | 12 | 12 | 041:380 | +3    | 54     |
| 9.              | AC Pisa (N)          | 38  | 14 | 12 | 12 | 049:450 | +4    | 54     |
| 10.             | US Salernitana       | 38  | 14 | 10 | 14 | 053:500 | +3    | 52     |
| 11.             | FC Venedig           | 38  | 12 | 14 | 12 | 037:400 | −3    | 50     |
| 12.             | US Cremonese         | 38  | 12 | 13 | 13 | 042:430 | −1    | 49     |
| 13.             | Virtus Entella (N)   | 38  | 12 | 12 | 14 | 046:500 | −4    | 48     |
| 14.             | Ascoli Calcio        | 38  | 13 | 7  | 18 | 050:580 | −8    | 46     |
| 15.             | Cosenza Calcio       | 38  | 12 | 10 | 16 | 050:490 | +1    | 46     |
| 16.             | AC Perugia Calcio    | 38  | 12 | 9  | 17 | 038:490 | −11   | 45     |
| 17.             | Delfino Pescara 1936 | 38  | 12 | 9  | 17 | 048:550 | −7    | 45     |
| 18.             | Trapani Calcio 1 (N) | 38  | 11 | 13 | 14 | 048:600 | −12   | 44     |
| 19.             | SS Juve Stabia (N)   | 38  | 11 | 8  | 19 | 047:630 | −16   | 41     |
| 20.             | AS Livorno           | 38  | 5  | 6  | 27 | 030:670 | −37   | 21     |
| Stand: Endstand |                      |     |    |    |    |         |       |        |

Platzierungskriterien: 1. Punkte – 2. Direkter Vergleich (Punkte, Tordifferenz, geschossene Tore) – 3. Tordifferenz – 4. geschossene Tore

| Zum Saisonende 2019/20: |                                    |
| Aufstieg in die Serie A 2020/21 Teilnahme am Halbfinale der Play-offs Teilnahme an der Vorrunde der Play-offs Teilnahme an den Play-outs Abstieg in die Serie C 2020/21 |                                    |
| |                                    |
| Zum Saisonende 2018/19: |                                    |
| (A) | Absteiger aus der Serie A 2018/19  |
| (N) | Aufsteiger aus der Serie C 2018/19 |

### Kreuztabelle
Die Kreuztabelle stellt die Ergebnisse aller Spiele dieser Saison dar. Die Heimmannschaft ist in der linken Spalte, die Gastmannschaft in der oberen Zeile aufgelistet. Aufgrund der ungeraden Anzahl an Mannschaften hat immer ein Team pro Spieltag spielfrei.
| 2019/20 Stand: Endstand | FC Empoli | Frosinone Caclio | Chievo Verona | Benevento Calcio | Delfino Pescara 1936 | Spezia Calcio | AS Cittadella | AC Perugia Calcio | US Cremonese | Cosenza Calcio |     | Ascoli Picchio FC 1898 | AS Livorno | FC Venedig | US Salernitana | Virtus Entella | Pordenone Calcio | SS Juve Stabia | AC Pisa | Trapani Calcio |
| ----------------------- | --------- | ---------------- | ------------- | ---------------- | -------------------- | ------------- | ------------- | ----------------- | ------------ | -------------- | --- | ---------------------- | ---------- | ---------- | -------------- | -------------- | ---------------- | -------------- | ------- | -------------- |
| FC Empoli               |           | 2:0              | 1:1           | 0:0              | 1:2                  | 1:1           | 1:0           | 3:0               | 1:1          | 1:5            | 3:1 | 2:1                    | 1:1        | 1:1        | 1:1            | 2:4            | 0:1              | 2:1            | 2:1     | 1:1            |
| Frosinone Calcio        | 4:0       |                  | 2:0           | 2:3              | 2:0                  | 2:1           | 0:2           | 1:0               | 0:2          | 1:1            | 1:2 | 2:1                    | 1:0        | 1:1        | 1:0            | 1:0            | 2:2              | 2:2            | 1:1     | 3:0            |
| Chievo Verona           | 1:1       | 2:0              |               | 1:2              | 1:0                  | 1:3           | 4:1           | 2:0               | 1:0          | 2:0            | 2:1 | 2:0                    | 0:1        | 0:1        | 2:0            | 2:1            | 1:1              | 2:3            | 2:2     | 1:1            |
| Benevento Calcio        | 2:0       | 1:0              | 0:1           |                  | 4:0                  | 3:1           | 4:1           | 1:0               | 2:0          | 1:0            | 2:0 | 4:0                    | 3:1        | 1:1        | 1:1            | 1:1            | 2:1              | 1:0            | 1:1     | 5:0            |
| Delfino Pescara 1936    | 1:1       | 1:1              | 0:0           | 4:0              |                      | 1:2           | 1:2           | 2:2               | 1:1          | 2:1            | 0:3 | 2:1                    | 1:0        | 2:2        | 1:2            | 1:1            | 4:2              | 3:1            | 3:0     | 1:1            |
| Spezia Calcio           | 1:0       | 2:0              | 0:0           | 0:1              | 2:0                  |               | 1:1           | 2:2               | 3:2          | 5:1            | 1:2 | 3:1                    | 2:0        | 0:1        | 2:1            | 0:0            | 1:0              | 2:0            | 1:2     | 2:4            |
| AS Cittadella           | 1:2       | 0:0              | 1:1           | 1:2              | 2:1                  | 0:3           |               | 2:0               | 0:0          | 1:3            | 1:3 | 1:2                    | 1:0        | 1:0        | 4:3            | 1:3            | 0:2              | 3:0            | 1:1     | 2:0            |
| AC Perugia Calcio       | 0:1       | 3:1              | 2:1           | 1:2              | 3:1                  | 0:3           | 0:2           |                   | 0:0          | 2:2            | 0:0 | 1:1                    | 1:0        | 0:1        | 1:0            | 2:0            | 1:2              | 1:1            | 1:0     | 1:2            |
| US Cremonese            | 2:3       | 0:2              | 1:0           | 0:1              | 1:0                  | 1:1           | 0:2           | 2:1               |              | 0:2            | 2:1 | 1:0                    | 0:0        | 0:0        | 1:0            | 0:1            | 2:2              | 1:1            | 3:4     | 5:0            |
| Cosenza Calcio          | 1:0       | 0:2              | 1:1           | 0:1              | 1:2                  | 1:1           | 1:2           | 2:1               | 2:0          |                | 0:1 | 0:1                    | 1:1        | 1:1        | 0:1            | 2:1            | 1:2              | 3:1            | 2:1     | 2:2            |
| FC Crotone              | 0:0       | 1:0              | 1:1           | 3:0              | 4:1                  | 1:2           | 1:1           | 2:3               | 1:0          | 0:0            |     | 3:1                    | 2:1        | 3:2        | 1:1            | 3:1            | 1:0              | 2:0            | 1:0     | 3:0            |
| Ascoli Picchio FC 1898  | 1:0       | 0:1              | 1:1           | 2:4              | 0:2                  | 3:0           | 1:0           | 0:1               | 1:3          | 3:2            | 1:1 |                        | 2:0        | 1:1        | 3:2            | 2:1            | 2:2              | 2:2            | 1:0     | 3:1            |
| AS Livorno              | 0:2       | 2:2              | 3:4           | 0:2              | 0:2                  | 0:1           | 0:2           | 0:1               | 1:2          | 0:3            | 1:5 | 0:3                    |            | 0:2        | 2:3            | 4:4            | 2:1              | 2:1            | 1:0     | 1:2            |
| FC Venedig              | 0:2       | 0:1              | 0:2           | 0:2              | 1:1                  | 0:0           | 1:2           | 3:1               | 1:2          | 1:1            | 1:3 | 2:1                    | 1:0        |            | 1:0            | 2:2            | 1:2              | 1:0            | 1:1     | 1:1            |
| US Salernitana          | 2:4       | 1:1              | 1:1           | 0:2              | 3:1                  | 1:2           | 4:1           | 1:1               | 3:3          | 2:1            | 3:2 | 1:1                    | 1:0        | 2:0        |                | 2:1            | 4:0              | 2:1            | 1:1     | 0:1            |
| Virtus Entella          | 2:0       | 1:0              | 1:1           | 0:4              | 2:0                  | 0:0           | 2:3           | 0:2               | 1:1          | 1:0            | 1:2 | 3:0                    | 1:0        | 0:2        | 1:0            |                | 1:1              | 2:0            | 1:1     | 1:1            |
| Pordenone Calcio        | 2:0       | 3:0              | 0:1           | 1:1              | 0:2                  | 1:0           | 0:0           | 3:0               | 1:0          | 1:2            | 1:0 | 2:1                    | 2:2        | 0:0        | 1:1            | 2:0            |                  | 2:1            | 1:0     | 2:1            |
| SS Juve Stabia          | 1:0       | 0:2              | 3:2           | 1:1              | 2:1                  | 3:1           | 0:1           | 1:2               | 1:2          | 1:0            | 3:2 | 1:5                    | 2:3        | 2:0        | 2:0            | 1:1            | 4:2              |                | 0:2     | 2:2            |
| AC Pisa                 | 2:3       | 0:0              | 1:1           | 0:0              | 2:1                  | 3:2           | 2:0           | 1:0               | 4:1          | 1:3            | 1:1 | 1:0                    | 1:0        | 1:2        | 2:1            | 0:2            | 2:0              | 1:1            |         | 3:2            |
| Trapani Calcio          | 2:2       | 0:0              | 1:0           | 2:0              | 1:0                  | 1:1           | 0:3           | 2:2               | 0:0          | 2:2            | 2:0 | 3:1                    | 2:1        | 0:1        | 1:0            | 4:1            | 3:0              | 1:2            | 1:3     |                |

### Play-offs
Der Dritt- und Viertplatzierte waren für die Halbfinals der Play-offs gesetzt und treffen dort auf die Sieger der Vorrunde. Diese wurden zwischen dem Fünften und Achten sowie dem Sechsten und Siebten ermittelt. In der Vorrunde wurden Einzelpartien gespielt, in denen die in der Abschlusstabelle besser platzierte Mannschaft Heimrecht hatte und bei einem unentschiedenen Endergebnis in die nächste Runde vorrückte. Im Halbfinale und im Finale werden Hin- und Rückspiele ausgetragen, bei denen erneut die besser platzierte Mannschaft im Rückspiel Heimrecht hat. Bei einem unentschiedenen Spielstand aus beiden Partien kommt ebenfalls die in der Saison besser positionierte Mannschaft weiter.
Vorrunde
| Datum          |               | Ergebnis        |                  |
| -------------- | ------------- | --------------- | ---------------- |
| 4. August 2020 | Chievo Verona | 1:1 n. V. (0:0) | FC Empoli        |
| 5. August 2020 | AS Cittadella | 2:3 (2:2)       | Frosinone Calcio |

Halbfinale
| Datum           |               | Ergebnis  |               |
| --------------- | ------------- | --------- | ------------- |
| 8. August 2020  | Chievo Verona | 2:0 (2:0) | Spezia Calcio |
| 11. August 2020 | Spezia Calcio | 3:1 (1:0) | Chievo Verona |
| Gesamt:         | Chievo Verona | 3:3       | Spezia Calcio |

| Datum           |                  | Ergebnis  |                  |
| --------------- | ---------------- | --------- | ---------------- |
| 9. August 2020  | Frosinone Calcio | 0:1 (0:0) | Pordenone Calcio |
| 12. August 2020 | Pordenone Calcio | 0:2 (0:2) | Frosinone Calcio |
| Gesamt:         | Frosinone Calcio | 2:1       | Pordenone Calcio |

Finale
| Datum           |                  | Ergebnis  |                  |
| --------------- | ---------------- | --------- | ---------------- |
| 16. August 2020 | Frosinone Calcio | 0:1 (0:1) | Spezia Calcio    |
| 20. August 2020 | Spezia Calcio    | 0:1 (0:0) | Frosinone Calcio |
| Gesamt:         | Frosinone Calcio | 1:1       | Spezia Calcio    |

Übersicht

|  | Vorrunde | Vorrunde         | Vorrunde |  |  | Halbfinale | Halbfinale       | Halbfinale |  |   | Finale        | Finale           | Finale |
|  |          |                  |          |  |  |            |                  |            |  |   |               |                  |        |
|  |          |                  |          |  |  | 6          | Chievo Verona    | 3          |  |   |               |                  |        |
|  | 6        | Chievo Verona    | 01       |  |  | 3          | Spezia Calcio    | 03         |  |   |               |                  |        |
|  | 7        | FC Empoli        | 1        |  |  |            |                  |            |  | 3 | Spezia Calcio | 013              |        |
|  |          |                  |          |  |  |            |                  |            |  |   | 8             | Frosinone Calcio | 1      |
|  |          |                  |          |  |  | 8          | Frosinone Calcio | 2          |  |   |               |                  |        |
|  | 5        | AS Cittadella    | 2        |  |  | 4          | Pordenone Calcio | 1          |  |   |               |                  |        |
|  | 8        | Frosinone Calcio | 031      |  |  |            |                  |            |  |   |               |                  |        |

1 Sieg nach Verlängerung
2 Sieg im Elfmeterschießen
3 aufgrund der besseren Tabellenplatzierung

### Play-outs
Der 14. und 15. trafen in den Play-outs aufeinander und spielten den letzten Nichtabstiegsplatz untereinander aus. Es wurden ein Hin- und ein Rückspiel ausgetragen. Die in der Tabelle besser platzierte Mannschaft hatte im Rückspiel Heimrecht.
| Datum           |                      | Ergebnis        |                      |
| --------------- | -------------------- | --------------- | -------------------- |
| 10. August 2020 | Delfino Pescara 1936 | 2:1 (0:1)       | AC Perugia Calcio    |
| 14. August 2020 | AC Perugia Calcio    | 2:1             | Delfino Pescara 1936 |
| Gesamt:         | Delfino Pescara 1936 | 3:3 (2:4 i. E.) | AC Perugia Calcio    |

## Spielstätten
Die Spielstätten sind nach den Standorten sortiert.
| Logo | Verein               | Stadion                                   | Standort                |
| ---- | -------------------- | ----------------------------------------- | ----------------------- |
|      | Ascoli Calcio        | Stadio Cino e Lillo Del Duca              | Ascoli Piceno           |
|      | Benevento Calcio     | Stadio Ciro Vigorito                      | Benevento               |
|      | SS Juve Stabia       | Stadio Romeo Menti                        | Castellammare di Stabia |
|      | Virtus Entella       | Stadio Comunale                           | Chiavari                |
|      | AS Cittadella        | Stadio Pier Cesare Tombolato              | Cittadella              |
|      | Cosenza Calcio       | Stadio San Vito – Gigi Marulla            | Cosenza                 |
|      | US Cremonese         | Stadio Giovanni Zini                      | Cremona                 |
|      | FC Crotone           | Stadio Ezio Scida                         | Crotone                 |
|      | FC Empoli            | Stadio Carlo Castellani                   | Empoli                  |
|      | Trapani Calcio       | Stadio Polisportivo Provinciale           | Erice                   |
|      | Frosinone Calcio     | Stadio Benito Stirpe                      | Frosinone               |
|      | Spezia Calcio        | Stadio Alberto Picco                      | La Spezia               |
|      | AS Livorno           | Stadio Armando Picchi                     | Livorno                 |
|      | AC Perugia Calcio    | Stadio Renato Curi                        | Perugia                 |
|      | Delfino Pescara 1936 | Stadio Adriatico – Giovanni Cornacchia    | Pescara                 |
|      | AC Pisa              | Stadio Arena Garibaldi – Romeo Anconetani | Pisa                    |
|      | US Salernitana       | Stadio Arechi                             | Salerno                 |
|      | Pordenone Calcio     | Stadio Friuli                             | Udine                   |
|      | FC Venedig           | Stadio Pierluigi Penzo                    | Venedig                 |
|      | Chievo Verona        | Stadio Marcantonio Bentegodi              | Verona                  |